# 大安镇 (宁强县)
大安镇，是中华人民共和国陕西省汉中市宁强县下辖的一个乡镇级行政单位。
2015年，陕西省民政厅批复同意撤销庙坝镇，并入大安镇。

## 行政区划
大安镇下辖以下地区：
大安社区、泗水铺村、桑树湾村、太星垭村、石窝金村、茶园沟村、金堆铺村、金家坎村、观音寺村、铁炉沟村、唐家沟村、江林村、瓦窑坪村、新民村、宁家湾村、黄家坝村、八亩田村、白岩洞村、黄土铺村、水磨坝村、大鱼洞村、斩龙垭村、龙泉村、烈金坝村、分水岭村、石钟沟村、汉源村、天池子村、干溪沟村、冯家营村、后林村、华严寺村、庙坝村、双白果树村和黑木林村。